# أشاد بنك
أشاد بنك (بالأوكرانية: Оща́дбанк) مصرف أوكراني مملوك للحكومة الأوكرانية، ثاني أكبر بنك من حيث الأصول وأكبر عدد من الفروع بين جميع البنوك الأوكرانية. في 1 يناير 2018 بلغ صافي أصول البنك 234 مليار هريفنا، تضم الشبكة المصرفية لأشاد بنك ما يقرب من 2640 فرعًا، وما يقرب من 3150 جهاز صراف آلي و 3200 محطات دفع. ترتبط أكثر من 45 ألف محطة نقاط بيع التجارية بمعالجة البنك. أصدر بنك التوفير أكثر من 11.5 مليون بطاقة (منها أكثر من 6 ملايين بطاقة نشطة) ، بما في ذلك نظام الدفع الألكتروني ويوفر البنك خدمات المصرفية عبر الإنترنت ونظام الدفع على مدار الساعة طوال أيام الأسبوع
وفقًا لموقع The Banker ، في عام 2014، احتل مصرف اشاد المرتبة العاشرة في تصنيف أكبر البنوك في أوروبا الوسطى والشرقية و 367 في ترتيب أفضل 1000 بنك عالمي يقع المقر الرئيسي لمصرف في العاصمة كييف. في عام 2017 ، حقق البنك أرباحًا صافية بلغت 558 مليون غريفنا، في عام 2016 بلغ الربح 468 مليون غريفنا
وفقًا لتصنيف البنك الوطني الأوكراني، فهو واحد من أهم ثلاثة بنوك في أوكرانيا عام 2018. وهو أيضًا واحد من ثلاثة بنوك مملوكة للدولة فقط في أوكرانيا والتي تنطبق عليها ضمان الدولة لسداد الودائع الشخصية بنسبة 100٪ 

## صور

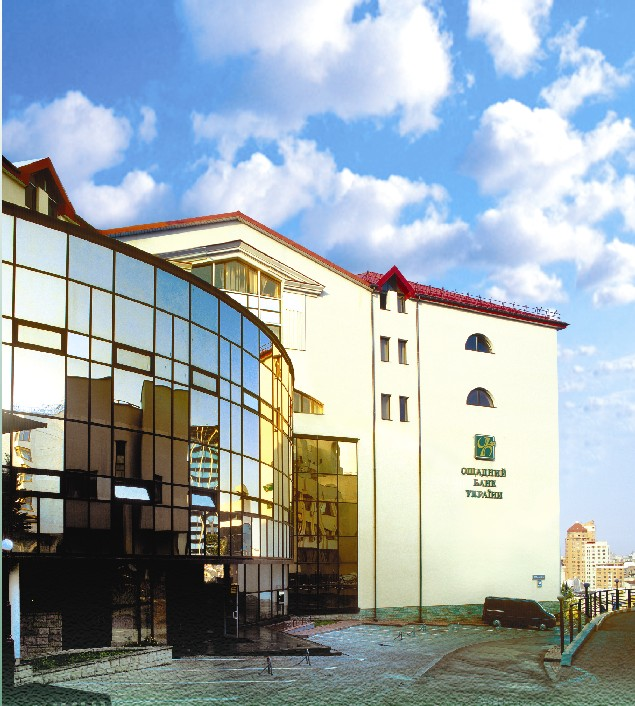
الفرع الرئيسي كييف (2012)
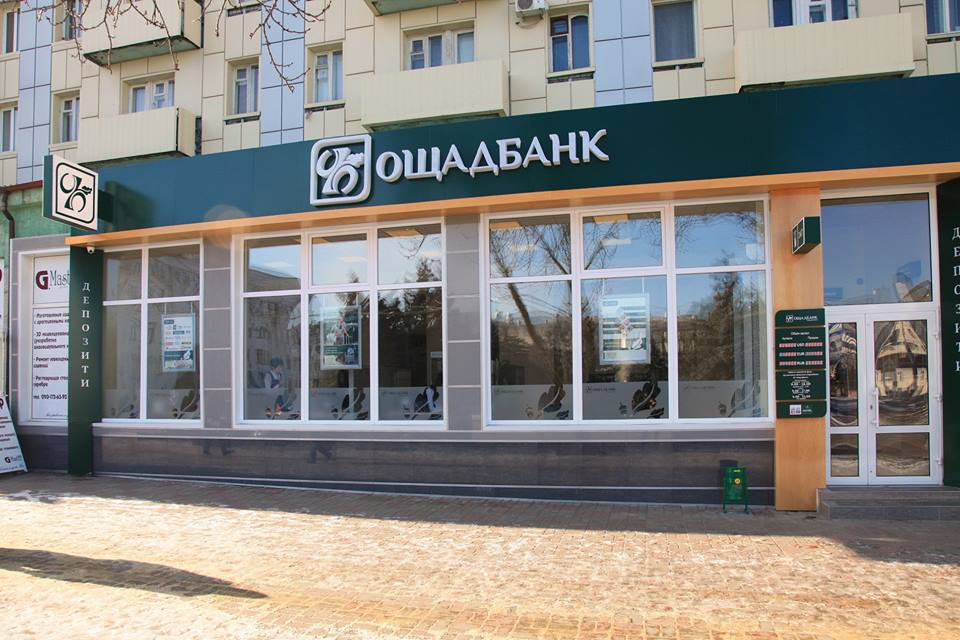
فرع مدينة لوهانسك (2014)
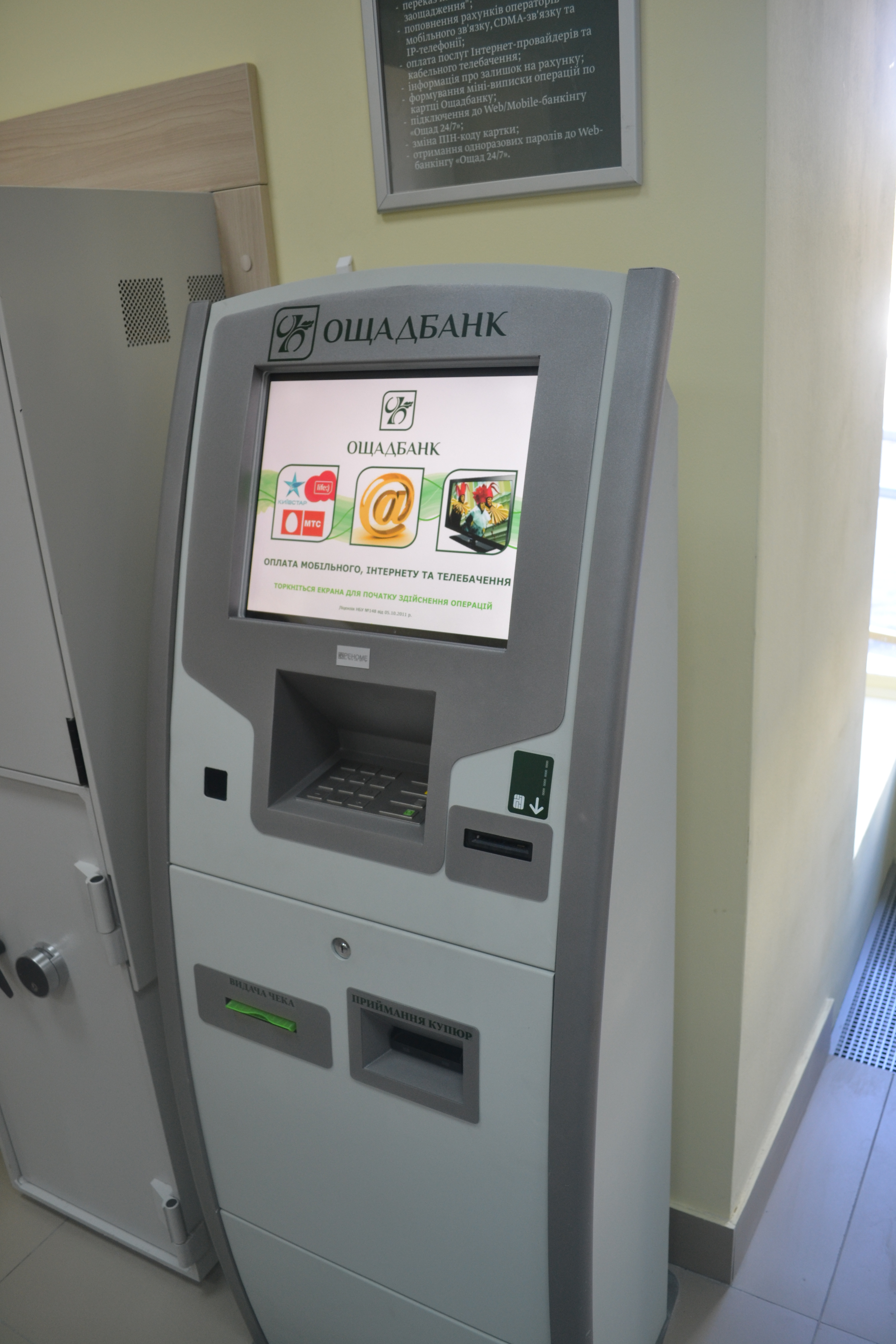
اشاد بنك صراف آلي
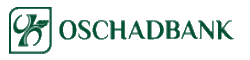
شعار اشاد بنك السابق